# ナイジェル・アモス
ナイジェル・アモス（Nijel Amos、1994年3月15日 - ）は、ボツワナの陸上競技選手、専門は中距離走。
2011年のアフリカジュニア選手権の男子800mで3位となった。2012年6月にはマンハイムで1分43秒11を出し、ボツワナ国内記録を更新すると共に、当時のジュニア世界記録第2位を記録した。同年の世界ジュニア陸上競技選手権大会では1分43秒79で大会記録を更新し、金メダルを獲得した。
2012年ロンドンオリンピックの男子800mでは、1分41秒73のタイムでジュニア世界記録を更新し、銀メダルを獲得。ボツワナ初のオリンピックメダリストとなった。
2022年の世界陸上競技選手権大会の直前、代謝モジュレーターについて陽性となり、ドーピングのために暫定的に資格停止となった。このため、当初男子800mへの出場基準は満たしていたものの、最終的に出場は叶わなかった。

## 主な戦績
| 年   | 大会                       | 開催地           | 種目         | 順位       | 記録      | 備考                      |
| ---- | -------------------------- | ---------------- | ------------ | ---------- | --------- | ------------------------- |
| 2012 | アフリカ陸上競技選手権大会 | ポルトノボ       | 800m         | 予選敗退   | 棄権      |                           |
| 2012 | アフリカ陸上競技選手権大会 | ポルトノボ       | 4×400mリレー | -          | 失格      |                           |
| 2012 | オリンピック               | ロンドン         | 800m         | 準優勝     | 1分41秒73 | ジュニア世界記録 国内記録 |
| 2013 | 世界陸上競技選手権大会     | モスクワ         | 800m         | 予選敗退   | 棄権      |                           |
| 2014 | コモンウェルスゲームズ     | グラスゴー       | 800m         | 優勝       | 1分45秒18 |                           |
| 2014 | アフリカ陸上競技選手権大会 | マラケシュ       | 800m         | 優勝       | 1分48秒54 |                           |
| 2014 | アフリカ陸上競技選手権大会 | マラケシュ       | 4×400mリレー | 優勝       | 3分01秒89 | 国内記録                  |
| 2015 | 世界陸上競技選手権大会     | 北京             | 800m         | 準決勝敗退 | 1分47秒96 |                           |
| 2015 | 世界陸上競技選手権大会     | 北京             | 4×400mリレー | 予選敗退   | 2分59秒95 | 国内記録                  |
| 2015 | アフリカ競技大会           | ブラザヴィル     | 800m         | 優勝       | 1分50秒45 |                           |
| 2015 | アフリカ競技大会           | ブラザヴィル     | 4×400mリレー | 準優勝     | 3分00秒95 | 国内記録                  |
| 2016 | アフリカ陸上競技選手権大会 | ダーバン         | 800m         | 優勝       | 1分45秒11 |                           |
| 2016 | オリンピック               | リオデジャネイロ | 800m         | 予選敗退   | 1分50秒46 |                           |
| 2017 | 世界陸上競技選手権大会     | ロンドン         | 800m         | 5位        | 1分45秒83 |                           |
| 2017 | 世界陸上競技選手権大会     | ロンドン         | 4×400mリレー | 予選敗退   | 3分06秒50 |                           |
| 2018 | コモンウェルスゲームズ     | ゴールドコースト | 800m         | 8位        | 1分48秒45 |                           |
| 2018 | アフリカ陸上競技選手権大会 | アサバ           | 800m         | 優勝       | 1分45秒20 |                           |
| 2018 | アフリカ陸上競技選手権大会 | アサバ           | 4×400m       | 決勝進出   | 途中棄権  |                           |
| 2019 | 世界陸上競技選手権大会     | ドーハ           | 800m         | 予選敗退   | 棄権      |                           |
| 2021 | オリンピック               | 東京             | 800m         | 8位        | 1分46秒81 |                           |

## 記録
| 種目  | 記録      | 年月日        | 場所         | 備考                 |
| ----- | --------- | ------------- | ------------ | -------------------- |
| 200m  | 21秒34    | 2015年6月30日 | エアランゲン |                      |
| 400m  | 44秒99    | 2019年7月16日 | パドヴァ     |                      |
| 800m  | 1分41秒73 | 2012年8月9日  | ロンドン     | U20世界記録 国内記録 |
| 1500m | 3分44秒04 | 2021年5月15日 | アーバイン   |                      |